# 颶風伊達利亞 (2023年)
颶風伊達利亞（英語：Hurricane Idalia）是一場強大且具有破壞性的4級颶風，於2023年8月下旬在美國東南部地區，尤其是佛羅里達州北部造成了嚴重破壞。伊達利亞為2023年大西洋颶風季的第9個獲命名風暴、第3場颶風和第2場主要颶風，伊達利亞源自一個從東太平洋穿越至中美洲的低壓區。該低壓區於2023年8月26日升格為熱帶低氣壓，並於一天後增強為熱帶風暴，命名為伊達利亞（Idalia）。受惠於良好環境，伊達利亞在墨西哥灣中迅速增強，達到薩菲爾-辛普森颶風等級下的四級颶風標準，伊達利亞及後於8月30日以三級颶風強度在佛羅里達州大彎地區登陸，並開始减弱。8月31日，伊達利亞進入大西洋並轉變為後熱帶氣旋。